# Mitranthes urbaniana
Mitranthes urbaniana är en myrtenväxtart som beskrevs av Karl Ewald Maximilian Burret. Mitranthes urbaniana ingår i släktet Mitranthes och familjen myrtenväxter.
Artens utbredningsområde är Jamaica. Inga underarter finns listade i Catalogue of Life.